# Madge Addy
Marguerite Nuttall Addy (Rusholme, 18 de febrero de 1904 - Hendon, 1970), también conocida por sus nombres de casada Lightfoot, Holst y Hansen, fue una británica que trabajó como enfermera durante la guerra civil española y como espía durante la Segunda Guerra Mundial.

## Biografía
Nació en Rusholme, Mánchester, en el seno de una familia trabajadora y tenía cuatro hermanos. En 1930 se casó con Arthur W Lightfoot en Mánchester y trabajó en un negocio de peluquería en el área de Chorlton. También era enfermera titulada.
En 1937 llegó a España durante la guerra civil española y trabajó con la Brigadas Internacionales como enfermera jefe en un monasterio cerca de Uclés en Castilla. La prensa de la época resaltó su labor por realizar transfusiones de sangre de ella misma a sus pacientes. No regresó con las Brigadas Internacionales a finales de 1938, permaneciendo como la única enfermera y siendo la última en abandonar España. Al final de la guerra en 1939 fue detenida como extranjera y encarcelada, aunque fue liberada tras la petición del gobierno inglés.

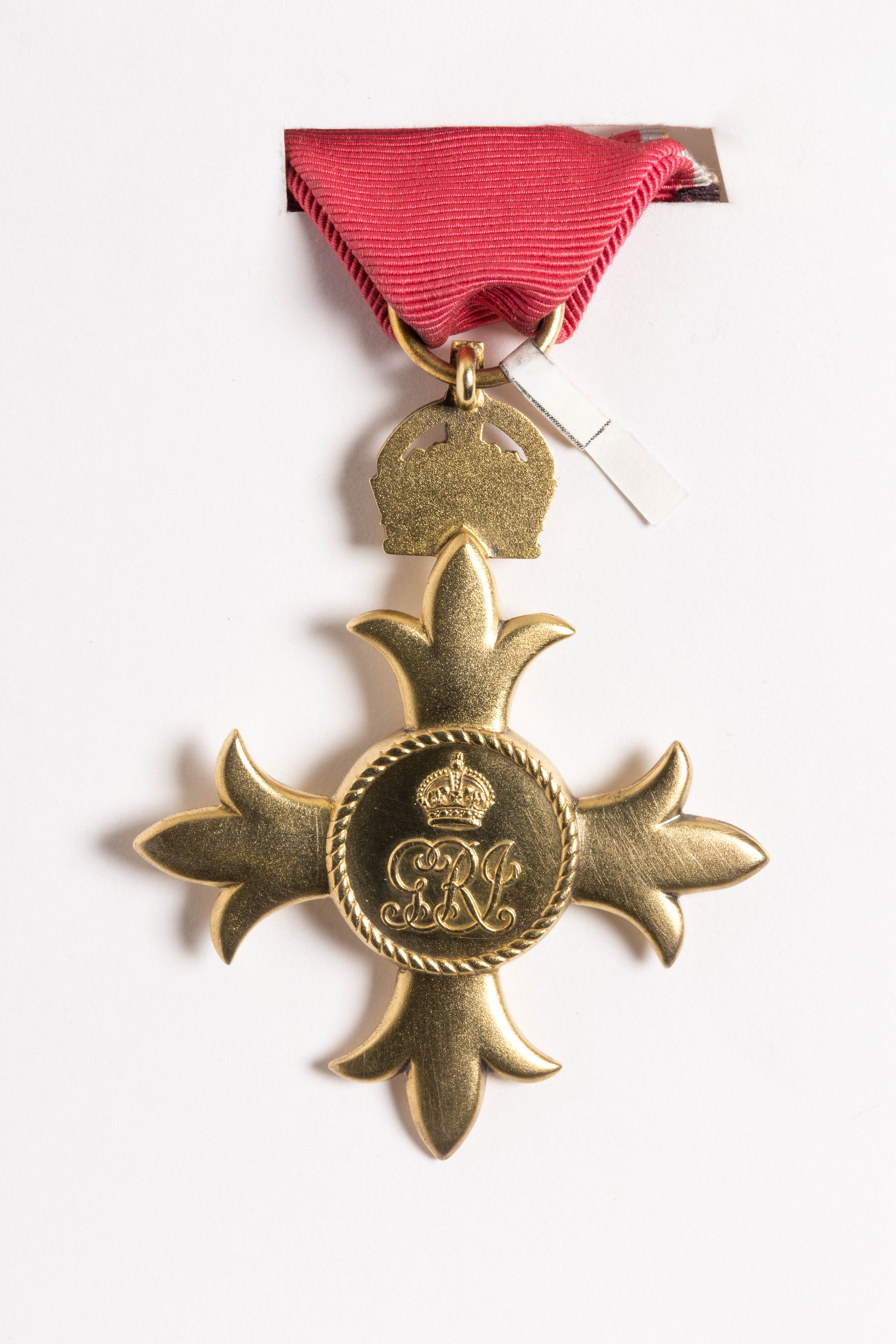
Medalla OBE

Cuando regresó al Reino Unido, Addy se divorció de su primer marido y se casó con el noruego Wilhelm Holst, al que había conocido en el monasterio español. La pareja se mudó a París, donde fueron reclutados por el Servicio de Inteligencia Británico.
Ambos se unieron a la Dirección de Operaciones Especiales y cuando los alemanes irrumpieron en 1940, se dirigieron a Marsella para trabajar en el MI9, un departamento de la Oficina de Guerra Británica.
Addy participó, junto con Ian Garrow y Pat O'Leary, en la creación de la línea de escape "Garrow-O'Leary", una ruta de huida de Francia a España para los soldados aliados, prisioneros fugados y soldados de aviación. Además, ayudó en a ocultarse a los agentes secretos y miembros de la resistencia, proporcionándoles comida y documentación de identidades falsas para facilitar su fuga.
Viajó como ciudadana noruega, volando en un avión alemán a Portugal, país neutral, para entregar una información secreta y valiosa que escondió en el forro de su abrigo.
El matrimonio fue considerado una trampa del Servicio de Inteligencia Británico y fue anulado en 1945. 
Después de la guerra, se casó por tercera vez con el agente secreto Thorkil AD Hansen en Londres en 1955. Murió como Marguerite Hansen en Hendon en 1970. Thorkil había muerto en 1966.

## Reconocimientos
Fue nombrada Oficial de la Orden del Imperio Británico (OBE) en enero de 1946 por su labor en la Francia ocupada.
El 12 de mayo de 2018, el alcalde de Manchester, el concejal Eddy Newman, junto con representantes de la Royal British Legion y el International Brigade Memorial Trust, desveló una placa azul en Manchester Road, Chorlton.